# Kerem Schalom
Kerem Schalom (hebräisch כֶּרֶם שָׁלוֹם kerem schalōm, deutsch ‚Weinberg des Friedens‘) ist ein Kibbuz in der Regionalverwaltung Eschkol und ein nach diesem benannter Grenzübergang in der Nähe des Gazastreifens und Ägyptens.

## Lage
Der Kibbuz liegt im Drei-Länder-Eck von Ägypten, Israel und dem Gazastreifen. Der Name des Kibbuz beinhaltet das Wort Schalom (was u. a. Frieden bedeutet), da die Mitglieder glaubten, dass der Standort eine Rolle im Frieden des arabisch-israelischen Konflikts spielen würde.

## Geschichte
Der Kibbuz wurde 1966 von Mitgliedern der HaSchomer haZa
ʿir gegründet und gehört dem Verband Ha'Artzi an. Der Kibbuz wurde im Jahr 1996 aufgegeben, wurde aber im Jahr 2001 neu gegründet.
Seine Nähe zum Gazastreifen und die von dort geführten bewaffneten Schläge gegen Israel brachten es mit sich, dass Kerem Schalom palästinensischen Mörserangriffen ausgesetzt ist. Auch die Entführung des Gilad Shalit am 25. Juni 2006 geschah in der Nähe des Kibbuz. Seit 2007 zählt er zum so genannten Gaza Envelope, dem Grenzgebiet entlang der Grünen Linie mit zahlreichen Einschlägen aus dem Gazastreifen, das Israels besonderer steuerlicher Förderung unterliegt.
Der Kibbuz hatte 2018 157 Bewohner, die ihren Lebensunterhalt durch Landwirtschaft und Geflügelzucht bestreiten.
Am 7. Oktober 2023 wurde der Kibbuz beim Terrorangriff der Hamas auf Israel erfolgreich verteidigt, wobei 20 Hamas-Terroristen getötet wurden und 2 Mitglieder der Kibbuz-Notfalltruppe gefallen sind.

## Einwohner
Das israelische Zentralbüro für Statistik gibt bei den Volkszählungen vom 19. Mai 1972, 4. Juni 1983, 4. November 1995 und vom 28. Dezember 2008 für  den Kibbuz folgende Einwohnerzahlen an:
| Jahr der Volkszählung | 1972 | 1983 | 1995 | 2008 |
| Anzahl der Einwohner  | 55   | 101  | 21   | 81   |

## Grenzübergang
Der Übergang wird auf der israelischen Seite von der  Israel Airports Authority verwaltet. Die palästinensische Seite wird von zwei Familien im Auftrage der palästinensischen Autonomiebehörde und der Hamas betrieben. Das Ministerium für Handel und Industrie in Ramallah koordiniert die Abläufe mit Israel.
Am 19. April 2008 wurde von drei palästinensischen Selbstmordattentätern ein mit Sprengstoff beladenes Fahrzeug gezündet. Dabei wurden 13 israelische Soldaten verletzt, zwei Jeeps und ein Schützenpanzer beschädigt.
2010 wurde der Übergang für 75 Millionen NIS umgebaut und erlaubt nun die Abfertigung von 450 LKWs täglich pro Richtung.
Die israelische Luftwaffe hat am 10. Januar 2018 einen Tunnel gesprengt, der vom Gazastreifen aus 180 Meter weit in israelisches Gebiet hereinragte. Der Tunnel verlief von der Stadt Rafah unterhalb des Grenzüberganges. Über dem Gang befanden sich auch Gas- und Treibstoffpipelines sowie ein israelischer Militärposten.
Am 11. Mai 2018 haben nachts palästinensische Randalierer bei einer Serie von Unruhen Anlagen im Warenübergang Kerem Schalom zerstört. Sie zerschlugen Fließbänder und Sicherheitskameras und verbrannten den Terminal für Benzin, Diesel und Kochgas. Die Hamas griff nicht ein. Aufgrund der Zerstörungen wurde der letzte verbliebenen Warenübergang in den Gazastreifen vorübergehend geschlossen.